# Johann Wilhelm Tolberg
Johann Wilhelm Tolberg (* 24. Oktober 1762 in Iserlohn; † 17. September 1831 in Schönebeck) war ein deutscher Mediziner. Er war Wegbereiter im Bereich der Solebehandlung.

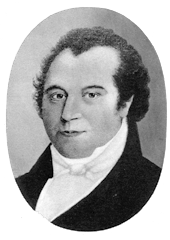
Johann Wilhelm Tolberg

Tolberg promovierte 1791 in Halle (Saale) mit der Promotionsschrift Commentatio de varietate hymenum (deutsch: Kommentar zur Vielfalt des Jungfernhäutchens) als Mediziner und war anschließend als Stadtphysikus in Staßfurt und Calbe tätig. Am 1. Juli 1794 wurde Tolberg Knappschaftsarzt in der königlich preußischen Saline im damaligen Elmen (heute Bad Salzelmen).
Tolberg fiel auf, dass die Beschäftigten der Saline oft an Rheuma und Gicht, die Kinder an Ausschlägen und Schuppenflechte litten. Durch Zufall entdeckte er 1800 die Heilwirkung der Sole, eines Rohstoffs zur Salzgewinnung, und ließ 1801 eine geheime Grube anlegen, um erste Versuche an Patienten durchzuführen. Nachdem diese erfolgreich verliefen, schlug er dem preußischen Staatsminister Carl August Freiherr von Struensee die Errichtung eines Badehauses vor. Nach einem Gutachten des Ober-Medizinal-Kollegiums erließ der König am 21. September 1802 einen Spezialbefehl zum Bau eines Badehauses. Dieser Befehl ist die Geburtsurkunde des ältesten Solbades Deutschlands.
Der Erfolg ließ nicht lange auf sich warten und des Bad musste in den nächsten Jahren immer wieder erweitert werden. Tolberg betätigte sich als Schriftsteller, um die Anwendung der Sole publik zu machen. So wurden andernorts ebenso Solbäder wie z. B. in Halle 1809 eröffnet.
1806 wurde er Teilhaber des Solbades Elmen. 1825 legte er sein Amt als Knappschaftsarzt nieder und setzte sich zur Ruhe. Tolberg starb im Jahr 1831 an den Folgen der Bauchwassersucht.
Das von ihm gegründete Solbad in Elmen besteht bis heute im Schönebecker Stadtteil Bad Salzelmen.
Ihm zu Ehren wurden in Schönebeck eine Straße, eine Schule und eine Solequelle benannt.

## Werke
- Commentatio de varietate hymenum (deutsch: Kommentar zur Vielfalt des Jungfernhäutchens) 1791
- Über die Ähnlichkeit der Salzsole mit dem Seewasser und den Nutzen der Soolbäder (2 Bde.) 1803–1811
- Das Solbad zu Elmen, seine Geschichte und jetzige Einrichtung, 1822
- Das russische Dampfbad. Über Einrichtung, Gebrauch und Wirkung des Russischen Dampfbades bey dem Soolbade zu Elmen, 1826